# Dronningens vagtmester
Dronningens vagtmester er en dansk film fra 1963 baseret på Carit Etlars roman af samme navn fra 1855. Filmen er instrueret af Johan Jacobsen. Filmen er en fortsættelse til Gøngehøvdingen fra 1961, der ligeledes er baseret på en roman af Carit Etlar. Flere af de medvirkende går igen fra den første film, heriblandt Jens Østerholm som Gøngehøvdingen og Birgitte Federspiel som Kulsoen. Derimod afløste Poul Reichhardt Dirch Passer i den nye films titelrolle som Ib Abelsøn, Dronningens Vagtmester. En anden forskel er, at hvor Gøngehøvdingen foregår under den første Karl Gustav-krig i 1657-1658, så foregår Dronningens Vagtmester under den efterfølgende anden Karl Gustav-krig i 1658-1660.

## Handling
Imens København belejres af svenskekongens hær, lykkes det Svend Gønge og Ib, dronningens vagtmester unders stor fare at redde en adelsfamilies værdier på det belejret slot i Jungshoved. Med mod og dristighed skaffer makkerparet mad og våben til indbyggerne i København. Kulsoen der overlevede frosten, ønsker endnu mere hævn over Ib end før, specielt da hun snydes for en tredjedel af værdier der skal hentes, og derfor allierer hun sig med den svenske kaptajn Esner, der indtager Gjorslev gods. Ib fanges imens han forsøger at hjælpe herskabet på Gjorslev væk. Ib dømmes til at dø af kulde og frost på taget af en af længerne. Palle giver gøngerne besked, og gøngerne kommer Ib til hjælp iført svenskeklæder. Ved København deltager Gøngerne i skyttegravskampene, og Svend får adelsfrøkenen Karen Kaas som belønning for tro tjeneste.

## Medvirkende
- Poul Reichhardt som Ib Abelsøn, Dronningens Vagtmester.
- Jens Østerholm som Svend "Gønge" Poulsen, Gøngehøvdingen.
- Birgitte Federspiel som Kulsoen.
- Gunnar Lauring som svenske Kaptajn Esner.
- Ghita Nørby som Inger Dam, Ibs kæreste.
- Vivi Bak som Karen Kaas, adelsfrøken.
- Karin Nellemose som Elsebeth Buchwald, Grevinde af Gjorslev.
- Ove Sprogøe som Tam, Kulsoens mand.
- Henrik Wiehe som Holger Rud, Junker.
- Bent Vejlby som Jens Jerntrøje, Gønge.
- William Rosenberg som Dronningens 1. rytter.
- Jørgen Kiil som Obersløjtnant Niels Rosenkrantz.
- Willy Rathnov som en gønge.
- Karen Berg som Mette Gyde.
- Niels Dybeck som Sveriges fægtekonge.
- Pauline Schumann som Dronning Sophie Amalie.
- Poul Finn Poulsen som hønsedrengen Palle.
- Benny Juhlin som den svenske korporal Olav.

- Manuskript: Annelise Hovmand efter Carit Etlars roman.
- Instruktion: Johan Jacobsen.

## Produktion
Filmen har bl.a. brugt gadekæret i Nærum og Kobberdammen i Teglstruphegn ved Hellebæk som lokation til filmen.